# Panda chinois
Le Panda chinois est une pièce en or, en argent, ou en palladium, produite par la république Populaire de Chine. Il est émis chaque année depuis 1982 en différentes quantités de métal précieux et différentes valeurs faciales.
L’avers représente une vue du temple du ciel de Pékin, le Tiān tán, avec comme inscription le millésime et république populaire de Chine en Mandarin. Le revers, lui, représente un panda et change chaque année (exception faite entre 2001 et 2002).

## Les pièces d'or Panda Chinois
Introduit par la People’s Bank of China en 1982, le Panda chinois est une pièce d’or titrant 99,9 %. La pièce a été très prisée à ses débuts et le reste malgré des émissions en augmentation.
La valeur faciale de la pièce change avec la quantité d’or que contient la pièce. On trouve ainsi des pièces allant de 25 Yuan (1/20 once d’or) à 500 Yuan (1 once). D’autres versions de la pièce ont été introduites, toujours par la China Gold Coin Incorporation en argent et or, en argent et en platine. Leur design ressemble à la version or.
| Valeur faciale | Quantité en or | Poids total | Diamètre | Épaisseur |
| -------------- | -------------- | ----------- | -------- | --------- |
| 500 Yuan       | 1 once         | 31,103 g    | 32,05 mm | 2,70 mm   |
| 200 Yuan       | 1/2 once       | 15,551 5 g  | 27,00 mm | 1,85 mm   |
| 100 Yuan       | 1/4 once       | 7,775 8 g   | 21,95 mm | 1,53 mm   |
| 50 Yuan        | 1/10 once      | 3,110 3 g   | 17,95 mm | 1,05 mm   |
| 25 Yuan        | 1/20 once      | 1,555 2 g   | 13,92 mm | 0,83 mm   |

## Caractéristiques
| Dénomination     | Panda chinois    |
| Année d'édition  | 1982             |
| Titre            | 999 ‰            |
| Masse            | 31,103 g.        |
| Diamètre         | 32,05 mm.        |
| Épaisseur        | 2,7 mm.          |
| Contenance en or | 31,103 g (1 oz). |
| Finesse          | 24 carats.       |
| Lieu de frappe   | Chine            |
| Métal            | Or               |

## Caractéristiques du nouveau millésime 2016
Le millésime 2016 utilise pour la première fois un système de poids métrique.
| Valeur faciale | Quantité en or | Poids total | Diamètre | Épaisseur |
| -------------- | -------------- | ----------- | -------- | --------- |
| 500 Yuan       | 0.9645 once    | 30 g        | 32 mm    | 2,70 mm   |
| 200 Yuan       | 0.4823 once    | 15 g        | 27 mm    | 1,85 mm   |
| 100 Yuan       | 0.2572 once    | 8 g         | 22 mm    | 1,53 mm   |
| 50 Yuan        | 0.0965 once    | 3 g         | 18 mm    | 1,05 mm   |
| 10 Yuan        | 0.0322 once    | 1 g         | 10 mm    | 0,83 mm   |